# Дружба (Криворізький район)
Дру́жба — село в Україні, Криворізькому районі Дніпропетровської області. 
Орган місцевого самоврядування — Чкаловська сільська рада. Населення — 234 мешканці.

## Географія
Село Дружба знаходиться за 2 км від берега Карачунівського водосховища, за 2 км від села Грузька Григорівка.

## Населення

### Мова
Розподіл населення за рідною мовою за даними перепису 2001 року:
| Мова            | Відсоток |
| --------------- | -------- |
| українська      | 98,7 %   |
| інші/не вказали | 1,3 %    |